# Somme-Leuze
Somme-Leuze ist eine Gemeinde in der Provinz Namur im wallonischen Teil Belgiens. 
Die Gemeinde besteht neben Somme-Leuze aus den Ortsteilen Baillonville, Bonsin,  Chardeneux, Heure, Hogne, Nettinne, Noiseux, Sinsin und Waillet.